# Corticaria maculosa maculosa
Corticaria maculosa maculosa é uma subespécie de insetos coleópteros polífagos pertencente à família Latridiidae.
A autoridade científica da subespécie é Wollaston, tendo sido descrita no ano de 1858.
Trata-se de uma subespécie presente no território português.